# Бутырин, Яков Петрович
Я́ков Петро́вич Буты́рин (1884 год, Козловка (ныне Бутурлиновский район), Воронежская губерния, Российская империя — 24 февраля 1919 года, Гули (ныне Джейрахский район), Ингушетия, Терская советская республика) — революционер, борец за установление Советской власти на Северном Кавказе, член Терского Совнаркома, народный комиссар внутренних дел Терской Республики.

## Биография
Родился в семье бедняка. Окончил железнодорожное училище. Работал на железной дороге Баку — Баладжары. Участвовал в революционных событиях 1905 года.
В 1917 году был избран председателем Пятигорского Совета рабочих и солдатских депутатов. В январе 1918 года участвовал в работе I съезда народов Терека. Бутырин был избран в комиссию по подготовке следующего съезда. На II съезде в марте 1918 года стал членом Народного Совета и наркомом внутренних дел. Позже был назначен военным комиссаром Терской республики.
В июле 1918 года Бутырин участвовал в работе IV съезда народов Терека. Меньшевики, которых возглавлял Георгий Бичерахов, пытались сорвать работу съезда. Съезд трижды направлял делегатов к меньшевикам с целью договориться прекратить боевые действия, однако все попытки оказались безрезультатными.
В августе 1918 года бичераховцы совершили нападение на Владикавказ. Бутырин возглавил штаб обороны города. В результате 11-дневных боёв нападение было отбито.
В феврале 1919 года Терская республика была захвачена генералом Деникиным. Партийные и советские работники вынуждены были уйти в горы Ингушетии для организации партизанской войны. Бутырин заболел тифом и скончался 24 февраля того же года. В июне 1920 года Бутырин был похоронен во Владикавказе.

## Память
Именем Бутырина были названы улицы в Грозном (ныне — Хеды Кишиевой), Владикавказе, Кременчуге, Назрани.